# Доліви (Вармінсько-Мазурське воєводство)
Доліви (пол. Doliwy, нім. Doliven) — село в Польщі, у гміні Олецько Олецького повіту Вармінсько-Мазурського воєводства.
Населення — 53 особи (2011).
У 1975-1998 роках село належало до Сувальського воєводства.

## Демографія
Демографічна структура станом на 31 березня 2011 року:
|          | Загалом | Допрацездатний вік | Працездатний вік | Постпрацездатний вік |
| -------- | ------- | ------------------ | ---------------- | -------------------- |
| Чоловіки | 29      | 9                  | 19               | 1                    |
| Жінки    | 24      | 4                  | 14               | 6                    |
| Разом    | 53      | 13                 | 33               | 7                    |